# Willem Maris
Willem Maris (født 18. februar 1884 i Haag, død 10. oktober 1910 sammesteds) er en hollandsk maler.
Willem Maris var bror til Jacob Maris og Matthijs Maris og elev af disse og en dygtig dyre-, marine- og landskabsmaler, der især skildrede Hollands frodige Marskegne. På den internationale Kunstudstilling i København 1897 sås hans Ved en Flod. Mesdag-Samlingen i Haag er rig på værker af brødrene Maris. Prøver på deres kunst sås på den hollandske udstilling i København 1922.